# 豊田貢
豊田 貢（とよた みつぐ/みつぎ、1774年（安永3年） - 1829年12月30日（文政12年12月5日））は江戸時代後期のキリシタン・陰陽師。京都や大坂で邪教を流布したことで磔刑となった。

## 来歴
1774年（安永3年）に越中国の農家で生まれた。京都に上り下女・遊女となった後に土御門家配下の陰陽師である斎藤伊織と結婚した。後に離婚し、九州（唐津あるいは豊前国）出身でマテオ・リッチの『天主実義』を学び、祐筆として二条家および閑院宮家に仕えたキリシタンである水野軍記の弟子となった。軍記からは文化7年（1810年）には天帝如来の教法秘儀の伝授を受け、軍記の死後、京都の八坂上ル町に住み、女弟子と共に「稲荷明神下げ」を名目に大坂の堂島などで独自の法を広めて回っていた。1827年（文政10年）には、弟子の1人である摂津国西成郡川崎村の京屋新助の母・さのが家主である憲法屋与兵衛とのトラブルを起こし、大坂町奉行所が調査したところ、さのが「伊勢国山田出身の女性なみから『狐遣の法』を伝授された」ことを白状した。なみは捕えられなかったものの、さのが以前仕えていた堂島新地裏町の播磨屋卯兵衛の女房であったそよから「さのが同町に住んでいた頃は、毎日昼過ぎから日暮れまで天満龍田町の播磨屋藤蔵と同居していたきぬも同じく稲荷明神を信仰していた」と証言があったことで、きぬを調査したところ、正しく稲荷明神や紙で作った人形が祀られていた上、京都八坂上ル町の豊田貢との書簡が保存されており、きぬはさのの師匠で、貢はきぬの師匠であると結論づけられた。その結果、貢やその関連者は京都町奉行・神尾備中守元孝あるいは大塩平八郎により捕らえられた。きぬやさのは既に死去していた「糸屋のわさ」から法を伝えられたと弁明した。奉行所がわさの子孫を探したところ、養女のいと・ときと東洞院二條上ル町の美濃屋佐兵衛を特定した。3人から話を聞くところによると、いとは8歳の時にわさの養女となり、16歳の時に奉公に出され、その家の主人の妻となっており、ときは当歳の時からわさの養女となり、成長すると遊女に売られた後にある人物の妻となっていた。そして、わさは水野軍記と懇意であり、貢が夫の伊織に捨てられた後に軍記・貢・わさの3人で密談を重ね、貢とわさは軍記より法を伝授された。後にときはわさに「自分の代わりに貢から法を教われ」と支持されて教わっていたものの、本意ではなくて修行を拒んだところ、わさから酷く叱られて自害を計画するほどであったという。以上のように邪教の詳細が明らかになると、軍記自身は文政7年（1824年）12月25日に死去していたため召喚できなかったものの、
- 軍記の葬式に立ち会った京都仏具屋町北小路上ル町の法貴政助
- 知恩院古門前元町三村城之助に仕えた槌屋少弐
- 柳馬場丸太町寺田屋熊蔵等5人
- 軍記の師匠であり軍記と共に祇園の二軒茶屋で貢から饗応に与った摂津国西成郡曽根崎村の藤井右門に仕えた伊良子屋桂蔵
- 軍記が長崎に遊説していた時妻子を世話した大坂松山町の高見屋平蔵
- 幕府厳禁の書類を所蔵していた堂島船大工町の藤田顕蔵
- 生前軍記の世話をした京都不明門通松原下ル町の中村屋新太郎の子・新太郎
- 近江国水口宿北町の紅葉屋甚兵衛宅に住んでいた軍記の実子・蒔次郎等

が捕らえられた。1829年12月30日（文政12年12月5日）には大坂を引き回された上で磔にされ処刑された。
『天満水滸伝』によると、貢の門弟は京都や大坂で邪宗を広め、貢を「生る神仏」と敬い尊び、非常に隆盛したという。大塩平八郎はこの話を聞き怪しみ、町方の者のふりをして八坂にある豊田貢の家へ行き、貢に心酔する素振りをして加持を受けた。祈祷料を多分に寄附し、毎日貢の家に行き、貢の行う法を研究していると、やはり怪しく、必ず糾弾すると心に決めた。一方貢は平八郎をスパイだとは思わず、自身に帰依して教えを慕う様子を見せるので、心を許し、邪法を詳しく伝え、信奉する天帝の画像やキリスト教の教えを授けたところ、平八郎はこれを以て、貢を即座に捕らえて大坂に連行した。貢は獄中においても自らの教えを広めようとしたが、それは叶わず、大坂を引き回された上で磔にされて処刑された。貢に教えを授けた水野軍記は当時既に病死していたものの、京都五条醒井魚之店下ル町の本願寺末寺雲晴寺にあった軍記の墓地を壊され遺骸を晒されたという。
貢はキリスト教だけでなく陰陽道にも通じていたため、土御門家にもその疑惑がおよぶこととなった。土御門家に仕えた村上美平は、主家の無実を証明するために大坂の奉行所に乗り込み、歴術天文陰陽道等不審の条々数十ヶ条の申し開きを行ったことで無実を証明した。
貢とともに処刑された人物には伊良子屋桂蔵と藤田顕蔵がいた。2人は橋本宗吉の下で蘭学を学び、西洋医学に関心を持っていた。貢と藤田は岩井温石によって知り合ったという。

## 教義
文政7、8年ごろから京都の八坂上ル町に住み、大坂に出向いては堂島のような盛り場で加持祈祷を行い吉凶を占った。そして「自分が信ずる宗教を信じれば家運が隆盛になる」などと唱えた。貢の家の庭には「大明神（稲荷大明神・豊国大明神）」が祀られていた。しかし彼女の唱える呪文は、「センスマルハライソ」というものであった。これは、当時隠れキリシタンが唱えていた「ゼス・マリヤ・ハライソ」 と同様のものである。ハライソとは天国、ゼスマリヤとは聖母マリアのことを表す。また、貢の信仰の対象は「天帝如来」であり、その画像を飾って血を注ぐなどして祀っていたが、その画像は「左手に小さい子を抱き、右手に剣を持つ」像、すなわちイエス・キリストとマリアの像であった。彼女は天帝如来を「ウスメのミコト」と呼んでいたが、ウスというのは、天帝（デウス）のことであると考えられると、童門冬二は述べている。